# 齋藤愼爾
齋藤 愼爾（さいとう しんじ、1939年8月25日 - 2023年3月28日）は、日本の俳人、編集者、文芸評論家。

## 来歴
朝鮮京城府（現・韓国ソウル市）生まれ。1946年、山形県の飛島に移住。
高校時代より句作を開始。1955年、秋沢猛、秋元不死男に師事し、秋元不死男主宰の「氷海」に投句。1959年氷海賞受賞。「孤島の寺山修司」と称されたが、翌年より20年以上の間句作を中断した。
山形大学文理学部国文科を中退後、1963年に深夜叢書社を設立。1973年、堀井春一郎らと『季刊俳句』創刊。1983年、寺山修司らと「雷帝」創刊のために句作を再開。さらに50歳の頃から文筆活動に入る。2010年、『ひばり伝　蒼穹流謫』で芸術選奨文部科学大臣賞受賞。2013年、『周五郎伝　虚空巡礼』でやまなし文学賞受賞。法政大学文学部講師。芝不器男俳句新人賞選考委員。
2023年3月28日死去。83歳没。

## 人物
2004年に車谷長吉の私小説「刑務所の裏」で描かれたことで名誉を傷つけられたとして提訴したが、その後和解している。
弟がいる。

## 著書
- 『斎藤慎爾集 秋庭歌』三一書房 1989（俳句の現在 別巻 3）
- 『冬の智慧』東京四季出版 1992。句集
- 『偏愛的名曲事典 文学と音楽の婚姻』三一新書 1994
- 『春の羇旅』思潮社 1998。句集
- 『齋藤愼爾全句集』河出書房新社 2000
- 『読書という迷宮』小学館 2002
- 『齋藤愼爾句集』芸林書房（芸林21世紀文庫） 2002
- 『暗愁は時空を超えて 五木寛之紀行』響文社 2007
- 『寂聴伝 良夜玲瓏』白水社 2008、新潮文庫 2011
- 『ひばり伝　蒼穹流謫』講談社 2009
- 『永遠と一日』思潮社 2011。句集
- 『周五郎伝　虚空巡礼』白水社 2013
- 『陸沈』東京四季出版 2016。句集
- 『続 寂聴伝 拈華微笑』白水社 2017
- 『逸脱する批評―寺山修司・埴谷雄高・中井英夫・吉本隆明たちの傍らで』コールサック社 2019
- 『深夜叢書社年代記　流謫と自存』深夜叢書社 2024年7月。遺著[3]

## 編著
- 財界歳時記 自選俳句集（編）日本能率協会 1988
- 徳川夢声の世界 対談『問答有用』全3巻 《遥かなる昭和》叢書　深夜叢書社 1994-1996
- 司馬遼太郎の世紀（責任編集）朝日出版社 1996
- 埴谷雄高・吉本隆明の世界（責任編集）朝日出版社 1996
- 武満徹の世界 武満真樹共編 集英社 1997
- 吉行エイスケとその時代 モダン都市の光と影 吉行和子共編 東京四季出版 1997
- 必携季語秀句用字用例辞典 阿久根末忠共編著 柏書房 1997
- 太宰治・坂口安吾の世界 反逆のエチカ 柏書房 1998、新版2010
- 現代俳句の世界 集英社 1998
- 生と死の歳時記 美しく生きるためのヒント 瀬戸内寂聴共著 法研 1999、光文社知恵の森文庫 2002
- 岡本太郎の世界 岡本敏子共編 小学館 1999
- 三井葉子の世界 <うた>と永遠 深夜叢書社 2001
- 俳句殺人事件 巻頭句の女（アンソロジー編）光文社文庫 2001
- 明治文学の世界 鏡像としての新世紀 柏書房 2001
- 漂泊者のノート 思うことと生きること 五木寛之共著 法研 2002
- 短歌殺人事件 31音律のラビリンス（アンソロジー編）光文社文庫 2003
- 永遠の文庫〈解説〉名作選 メタローグ 2003
- 〈武蔵〉と吉川英治 求道と漂泊 東京四季出版 2003
- 二十世紀名句手帖 河出書房新社
  - 1 人事篇 愛と死の夜想曲 2003
  - 2 時候篇 季節の宴から 2003
  - 3 植物篇 花と樹木の饗宴 2004
  - 4 動物篇 動物たちのカーニバル 2004
  - 5 天文篇 星と月のシンフォニー 2004
  - 6 行事篇 時と祭のコスモロジー 2004
  - 7 地理篇 海と山のラビリンス 2004
  - 8 生活篇 旅と人生の嬉遊曲 2004
- 永遠の文庫〈解説〉傑作選 メタローグ 2003
- 吉本隆明入門 思潮社 2003（現代詩手帖臨時増刊「吉本隆明」）
- 大衆小説・文庫〈解説〉名作選 メタローグ 2004
- 春日井建の世界 〈未青年〉の領分 水原紫苑共編 思潮社 2004（現代詩手帖特集）
- 塚本邦雄の宇宙 詩魂玲瓏 塚本靑史共編 思潮社 2005（現代詩手帖特集）
- 現代詩殺人事件 ポエジーの誘惑 光文社文庫 2005
- サザエさんの〈昭和〉鶴見俊輔共編 柏書房 2006
- キネマの文學誌 深夜叢書社 2006
- 久世光彦の世界 昭和の幻景 川本三郎共編 柏書房 2007
- 吉本隆明に関する12章 洋泉社新書y 2007
- 飯田龍太の時代 山盧永訣 廣瀬直人・宗田安正共編 思潮社 2007（現代詩手帖特集）
- 時よとまれ、君は美しい スポーツ小説名作集 角川文庫 2007
- 阿久悠のいた時代 戦後歌謡曲史 篠田正浩共編 柏書房 2007
- 金子兜太の〈現在〉　定住漂泊 春陽堂書店 2020
- 寺山修司の〈歌〉と〈うた〉 白石征・渡辺久雄共編、春陽堂書店 2021